# 陳武雄 (農業專家)
陳武雄（1944年3月11日—），筆名陳填，是一位出身臺北的詩人、學者及政治人物。他曾為笠詩社成員、行政院農業委員會主委及國立臺灣大學農業經濟學系兼任副教授，並曾出版新詩作品集《入關》、《誰來點上燈》。

## 爭議
- 2009年8月12日因莫拉克颱風造成台灣八八水災，時任農委會主委的陳武雄前往雲林縣勘災時，被報導出不但未聽取縣府簡報、也未由在野黨的縣長蘇治芬陪同，而是由不具公職身分的國民黨縣長參選人張麗善、立委補選參選人張艮輝陪同，且過程中未提相關農業補貼政策，而被農友質疑假勘災搞輔選[3]。
- 2010年陳武雄陪同馬英九總統出訪中南美洲後，在「久博之旅」返台的班機上寫下《隨同馬總統出國有感》這首七言律詩。
- 2011年10月7日陳武雄被前台大心理系教授林心智稱曾在美國擔任職業學生[4]。